# Colin Suggett
Colin Suggett (Chester-le-Street, 30 dicembre 1948) è un dirigente sportivo, allenatore di calcio ed ex calciatore inglese, di ruolo attaccante.

## Carriera
Formatosi nel Sunderland, entra a far parte della prima squadra dei Black Cats a partire dal 1966, rimanendovi sino al 1969.
Nell'estate 1967 con il Sunderland disputò il campionato nordamericano organizzato dalla United Soccer Association: accadde infatti che tale campionato fu disputato da formazioni europee e sudamericane per conto delle franchigie ufficialmente iscritte al campionato, che per ragioni di tempo non avevano potuto allestire le proprie squadre. Il Sunderland rappresentò i Vancouver Royal Canadians, che conclusero la Western Division al quinto posto finale.
Nel 1969 passa al West Bromwich, sempre in massima serie, rimanendovi sino alla stagione 1972-1973, terminata con la retrocessione in cadetteria. Con il WBA raggiunge inoltre la finale della Football League Cup 1969-1970, persa contro il Manchester City.
Nel 1973 viene acquistato per £70.000 dal Norwich City, con cui retrocede in cadetteria al termine della First Division 1973-1974. La stagione seguente, grazie al terzo posto in campionato ottiene con il suo club la promozione in massima serie, oltre che raggiungere la finale della Football League Cup 1974-1975, persa contro l'Aston Villa.
Nel 1978 passa ai cadetti del Newcastle Utd, ottenendo l'ottavo posto nella Second Division 1978-1979. Terminata la stagione entra nello staff tecnico dei Magpies.